# Xylopia kalabenonensis
Xylopia kalabenonensis este o specie de plante angiosperme din genul Xylopia, familia Annonaceae, descrisă de D. M. Johnson, Deroin și Martin Wilhelm Callmander. Conform Catalogue of Life specia Xylopia kalabenonensis nu are subspecii cunoscute.